# Campeonato Canadiense de Rally
El Campeonato Canadiense de Rally (originalmente Canadian Rally Championship, CRC) es el campeonato nacional de rally de Canadá. Es sancionado por la Asociación Canadiense de Rally (Canadian Association of RallySport, CARS).

## Historia
Es el único campeonato de rally de Canadá. En 2007 se celebró su 50.º aniversario, siendo el campeonato de automovilismo más antiguo del país. Se ha efectuado continuamente desde 1957, cuando Leslie Chelminski y Les Stanley, de Montreal, compartieron el primer título nacional en un Volkswagen Karmann Ghia, preparado de fábrica para la competencia. En sus inicios, el campeonato era de regularidades y llegó a tener hasta veinte eventos en el campeonato. Las pruebas más notables de ese tiempo eran el Rally de Invierno y el Rally Shell 4000. Algunos de los campeones de las primeras temporadas son Paul S. Manson, Art Dempsey, Bill Silvera, John Bird y Bruce D. Simpson.
El campeonato fue evolucionando y adoptó el formato europeo por etapas, con ello se hicieron más comunes los rallyes de velocidad en el campeonato. En 1973, el campeonato dejó el formato de regularidades para adoptar completamente el de etapas, incluyendo el Rally de los Pinos Altos, el cual es todavía la prueba principal del campeonato. La temporada 2004 es considerada como la más exitosa de la historia del campeonato.

## Palmarés
| Año  | Piloto            | Copiloto                     | Marca      |
| ---- | ----------------- | ---------------------------- | ---------- |
| 1957 | Leslie Chelminski | Les Stanley                  | Volkswagen |
| 1958 | Leslie Chelminski |                              |            |
| 1959 | Art Dempsey       | Bill A. Silvera              |            |
| 1960 | Art Dempsey       | Bill A. Silvera              |            |
| 1961 |                   | Bill A. Silvera              |            |
| 1962 |                   | John C. Wilson               |            |
| 1963 |                   | John Bird                    | Volkswagen |
| 1964 |                   | John Bird                    | Volkswagen |
| 1965 |                   | John Bird                    | Volkswagen |
| 1966 | Bruce Simpson     |                              | Volvo      |
| 1967 | Klaus Ross        | Paul S. Manson               | Datsun     |
| 1968 | Keith Ronald      | John Slade                   | Volkswagen |
| 1969 | Bruce Schmidt     | Betty Schmidt/Paul S. Manson | Datsun     |
| 1970 | Walter Boyce      | Doug Woods                   | Datsun     |
| 1971 | Walter Boyce      | Doug Woods                   | Datsun     |
| 1972 | Walter Boyce      | Doug Woods                   | Datsun     |
| 1973 | Walter Boyce      | Doug Woods                   | Fiat       |
| 1974 | Walter Boyce      | Doug Woods                   | Toyota     |
| 1975 | Jean-Paul Perusse | John Bellefleur              | Fiat       |
| 1976 | Jean-Paul Perusse | John Bellefleur              | Fiat       |
| 1977 | Taisto Heinonen   | Tom Burgess                  | Toyota     |
| 1978 | Taisto Heinonen   | Tom Burgess                  | Toyota     |
| 1979 | Taisto Heinonen   | Tom Burgess                  | Toyota     |
| 1980 | Taisto Heinonen   | Tom Burgess                  | Toyota     |
| 1981 | Randy Black       | Bob Lee                      | Toyota     |
| 1982 | Taisto Heinonen   | Tom Burgess                  | Toyota     |
| 1983 | Randy Black       | Tom Burgess                  | Nissan     |
| 1984 | Tim Bendle        | Mary Crundwell               | Toyota     |
| 1985 | Tim Bendle        | Louis Belanger               | Toyota     |
| 1986 | Bo Skowronnek     | Terry Epp                    | Volvo      |
| 1987 | Alain Bergeron    | Martin Headland              | Toyota     |
| 1988 | Alain Bergeron    | Raymond Cadieux              | Toyota     |
| 1989 | Paul Choiniere    | Martin Headland              | Audi       |
| 1990 | Tom McGeer        | Trish Sparrow                | Audi       |
| 1991 | Frank Sprongl     | Dan Sprongl                  | Audi       |
| 1992 | Tom McGeer        | Trish Sparrow                | Audi       |
| 1993 | Tom McGeer        | Trish Sparrow                | Subaru     |
| 1994 | Frank Sprongl     | Dan Sprongl                  | Audi       |
| 1995 | Frank Sprongl     | Mike Koch                    | Audi       |
| 1996 | Carl Merrill      | Yorgi Bittner                | Eagle      |
| 1997 | Frank Sprongl     | Dan Sprongl                  | Audi       |
| 1998 | Frank Sprongl     | Dan Sprongl                  | Audi       |
| 1999 | Frank Sprongl     | Dan Sprongl                  | Audi       |
| 2000 | Tom McGeer        | Mark Williams                | Subaru     |
| 2001 | Tom McGeer        | Mark Williams                | Subaru     |
| 2002 | Patrick Richard   | Ian McCurdy                  | Subaru     |
| 2003 | Tom McGeer        | Philip Erickson              | Subaru     |
| 2004 | Patrick Richard   | Nathalie Richard             | Subaru     |
| 2005 | Peter Thomson     | Rod Hendrickson              | Subaru     |
| 2006 | Antoine L'Estage  | Ole Holter                   | Hyundai    |
| 2007 | Antoine L'Estage  | Nathalie Richard             | Hyundai    |
| 2008 | Patrick Richard   | Alan Ockwell                 | Subaru     |
| 2009 | Patrick Richard   | Alan Ockwell                 | Subaru     |
| 2010 | Antoine L'Estage  | Nathalie Richard             | Mitsubishi |
| 2011 | Antoine L'Estage  | Nathalie Richard             | Mitsubishi |
| 2012 | Antoine L'Estage  | Nathalie Richard             | Mitsubishi |